# Il matrimonio per raggiro
Il matrimonio per raggiro és una òpera en dos actes composta per Domenico Cimarosa sobre un llibret italià de Diodati. S'estrenà a Roma el 1778.
El 29 de setembre de 1808 es va representar a París al Théâtre de l'Impératrice et Reine.